# جيمس إدوارد مايكلز
جيمس إدوارد مايكلز (بالإنجليزية: James Edward Michaels)‏ هو كاهن كاثوليكي أمريكي، ولد في 30 مايو 1926 في شيكاغو في الولايات المتحدة، وتوفي في 21 سبتمبر 2010.